# Henricus Nolet
Henricus Nolet (Schiedam, 19 augustus 1893 – Heiloo, 7 mei 1965) was een Nederlands politicus van de RKSP en later de KVP.

Hij werd geboren als telg uit het geslacht Nolet en zoon van Wilhelmus Adrianus Henricus Aloisius Nolet (1850-1941) en Agatha Maria Rosa Epiphania van Gent (1855-1931). Hij begon zijn ambtelijke carrière bij de gemeentesecretarie van Bemmel. In 1921 besloot de gemeenteraad van Wijk bij Duurstede om hem te benoemen tot waarnemend gemeentesecretaris en ruim een half jaar later volgde hij daar C.A. Groen op als gemeentesecretaris. Nolet werd eind 1928 benoemd tot burgemeester van de gemeenten Harenkarspel en Warmenhuizen. Omdat hij eind december 1943 met een aantal Noordhollandse burgemeesters weigerde uitvoering te geven aan het bevel van de bezetter om arbeiders op te roepen voor Duitse verdedigingswerken is hij toen moeten onderduiken. In januari 1944 is hij daarop door de bezetter ontslagen. In beide gemeenten werden NSB'ers tot waarnemend burgemeester benoemd. Ter vrijmaking van zijn door de bezetter daarna al bijna 3 maanden in een Amsterdamse gevangenis en kamp Vught gegijzelde vrouw en ter wille van zijn al die maanden ouderloze gezin heeft hij zich in april 1944 vanuit de onderduik gemeld. Van medio april 1944 tot eind december 1944 heeft hij achtereenvolgens in de Amsterdamse gevangenis Weteringschans en het concentratiekamp Amersfoort verbleven. Na de bevrijding keerde Nolet in mei 1945 terug als burgemeester van beide gemeenten. Hij ging in september 1958 met pensioen waarna een zoon van zijn broer Christianus Nolet hem opvolgde. Nolet overleed in 1965 op 71-jarige leeftijd.